# Rugosospora ochraceobadia
Rugosospora ochraceobadia är en svampart som först beskrevs av Beeli, och fick sitt nu gällande namn av Paul Heinemann 1973. Rugosospora ochraceobadia ingår i släktet Rugosospora och familjen Agaricaceae.   Inga underarter finns listade i Catalogue of Life.